# FC West Armenia
El FC West Armenia (en armenio: Ֆուտբոլային Ակումբ Վեստ Արմենիա) es un equipo de fútbol de Armenia que juega en la Primera Liga de Armenia, la segunda división nacional.

## Historia
Fue fundado en el año 2019 en la capital Ereván por Vahe Stepanyan como equipo participante de la Primera Liga de Armenia y teniendo como sede el Mika Stadium, pero el 31 de mayo de 2021 anunciaron que no participarían más en la segunda división por problemas financieros.
En julio de 2022 recibieron la licencia para participar en la Primera Liga de Armenia para la temporada 2022/23 junto a los equipos SC Mika, Gandzasar Kapan, FC Syunik y Lernayin Artsakh II, temporada de la que salieron campeones y lograron el ascenso a la Liga Premier de Armenia para la temporada 2023/24.

## Palmarés
- Primera Liga de Armenia: 1

2022/23